# Chutes Waihilau
Les chutes Waihilau, en anglais Waihilau Falls, sont une chute d'eau des États-Unis, situé sur l'île de Hawaï.

## Géographie
Les chutes Waihilau sont situées dans la vallée de Waimanu, sur l'île d'Hawaï, dans l'État d'Hawaï, aux États-Unis, sur le cours du Waihilau Stream.
Au total, la chute d'eau mesure 792 mètres de haut.